# Война и мир (спутниковый телеканал)
Актуальный телеканал «Война & Мир» — российский спутниковый и кабельный телеканал с публицистической, информационно-аналитической, культурно-просветительской и образовательной тематиками. Канал транслирует художественные и документальные фильмы о науке, технологиях и истории, публицистические передачи и журналистские расследования. Он представляет российский взгляд на происходящее в мире и размышления о будущем через призму прошлого и настоящего. Научно-популярный стиль канала адресован преимущественно мужской аудитории от 25 до 60 лет.

## История
Проект канала «Война & Мир» зародился в 2000 году, его идейным вдохновителем и создателем является Виталий Федько. В качестве соучредителя значилась и компания Autentic. Однако немецкие партнёры вышли из российской части проекта из-за задержки с сублицензированием вещания. Впрочем, компания Autentic пообещала поддерживать распространение канала в Германии впоследствии. Основным поставщиком контента для тематического телеканала «Война & Мир» является киностудия «Корона Фильм», на базе которой канал был создан.
Вещание канала «Война & Мир» началось летом 2010 года, одновременно с двух самых популярных на тот момент спутниковых платформ: «НТВ-Плюс» и «ТриколорТВ». Запуск канала сопровождался широкой дискуссией на интернет-форумах и поддержкой дружественных ресурсов Сети.
Комплекс технических услуг для телеканала оказывала компания «Ред Медиа». «НТВ-Плюс» обеспечивал каналу около 600 тысяч подписчиков. Декларируемое количество подписчиков с платформы «Триколор» составляло 250 тысяч. Прогнозировалось увеличение этой цифры к концу года до 1 миллиона.
Однако к 1 декабря 2010 года канал прервал своё вещание в спутниковом эфире.
В апреле 2011 года канал «Война & Мир» возвращается на платформу «Триколор ТВ». В это же время одноименная Медиа группа, в состав которой входят телеканал и киностудия, выводит свои акции на рынок ММВБ. Выход на биржу позволил получить компании дополнительное финансирование для развития телеканала. С 9 сентября 2019г. Московская биржа исключила акции медиагруппы из списка ценных бумаг, допущенных к торгам.  В рамках возобновлённого вещания с середины октября 2011 года планируется показ экспертно-аналитической программы «Игра за Россию!».
В 2011 году произошло расширение вещания канала, было подписано соглашение с украинской кабельной сетью MediaCast. К 2013 году аудитория канала на Украине должна была составить 300 тысяч человек.
2 декабря 2011 года было заявлено о том, что телеканал «Война & Мир» заключил договор с компанией LGMA (США) на организацию вещания в Нью-Йорке. Планировалось, что медиа-компания LGMA предоставит техническую платформу для вещания и осуществит продвижение канала в составе пакета для испано- и русскоязычной аудитории Нью-Йорка.
Жорж Леклер, Президент LGMA:

Я вижу большие перспективы этого проекта. В условиях ценностного кризиса в Америке, люди стремятся получить альтернативные видения и понимания происходящего. Содержание и общая направленность телеканала «Война & Мир» как нельзя лучше встречаются с этим запросом зрителей в США.
Однако планируемого вещания в Нью-Йорке так и не состоялось.
1 января 2012 года телеканал прекратил вещание в составе платформы «Триколор ТВ». Официальная причина — техническая неисправность на стороне телеканала.
 Впрочем на собственном сайте канала трансляции продолжались.
Дважды телеканал «Война & Мир» начинал спутниковое вещание и дважды уходил в Интернет. В последний раз, в июле 2014 года, это произошло по причине сбоя в работе спутника ABS-2.
В 2014 году телеканал заявил о возобновлении вещания. В этот раз компания решила не выходить на спутник, а осуществлять логистику сигнала через Интернет.
Рассказывает Виталий Федько, генеральный директор Медиа группы «Война и Мир»:

Несмотря на то, что спутниковая доставка удобна, это дорого. В конце декабря мы начали доставку на платформу SPB TV. «По земле» получается значительно, невероятно дешевле. Однако необходимы дополнительные усилия для повышения узнаваемости канала при его существовании только в интернет-среде по сравнению с раздачей со спутника. 
Канал транслируется в формате SD, в перспективе предполагается вещание и в HD-качестве. Специально для этого в киностудии «Корона Фильм» разрабатывается форматное решение, которое сделает возможным трансляцию старых фильмов в HD-формате. В то время как, все новые фильмы и межпрограммные элементы, готовящиеся в киностудии для канала, создаются в HD-качестве.
Распространение канала производится как по индивидуальной подписке À La Carte, так и в составе пакетов операторов.

## Структура канала
Журналист издания «Телеспутник» Роман Маградзе, первое впечатление о канале:

Долго не можешь понять, то ли это новая сетевая игра, воплощённая в телевизионном формате, то ли оригинальная форма пропаганды нового патриотического движения. И только просмотр телепрограмм непосредственно на канале несколько успокаивает — документальное кино с акцентом на политическую составляющую.
Структура наполнения эфира канала, состоит из документальных (80 %) и художественных (12 %) фильмов, аналитических программ (8 %). Из них контент собственного производства составляет 25 %. Значительная часть программ приобретается у зарубежных партнеров по схеме Branded Blocks, которая предполагает участие производителя в доходах канала в обмен на контент.
Программирование канала осуществляется по технологии «Инфо-Реактор» — это особая последовательность фильмов, каждый из которых отражает одну из восьми основных тем, связанных между собой, дополняющих друг друга и передающих объёмную картину жизни. Технология системного программирования канала «Инфо-Реактор» получила особую отметку Международная Академия Телевизионных Наук и Искусств (Нью-Йорк).
«Инфо-Реактор»
Спица «Иное». Фильмы о людях «великих духом и мыслью», кто показал человечеству новые горизонты и пути развития. Это фильмы о Христе и Будде, Леонардо да Винчи и Льве Толстом…
«Сады и города». Фильмы обо всём, чем человечество может гордиться: египетские пирамиды, Венеция и Санкт-Петербург, тибетские храмы, русское деревянное зодчество − воплощение в материи идей великих мыслителей и провидцев.
«Другие миры». Здесь представлены фильмы о параллельных мирах и реальностях, других логиках жизни, иных цивилизациях — майя или этрусков, о выпуклых мирах «геометрии Лобачевского», о легендарном питерском андеграунде 80-х…
«Приключения стратегий». Это фильмы об искусстве управления на примерах стратегий великих деятелей прошлого и настоящего: Александра Македонского, Чингизхана, Шлиффена, Пауло Коэльо, носителях искусства боя «9 драконов»…
«Деньги и символы власти». Под этой рубрикой фильмы о том, как деньги, символы материальной, политической, духовной власти влияют на жизнь человека.
«Иной 20 век». Сюда включены фильмы об альтернативном и обоснованном взглядах на события прошлого: тайные причины Первой мировой войны и Русской революции, причины Великой депрессии и Нефтяного шока 1972 года и на многое другое.
«Сценарии будущего». Фильмы о возможных геополитических, геоэкономических, онтологических сценариях развития мира и будущих войн. Здесь же размещается программа канала «Игра за Россию!».
«О, Техника! О, Оружие!». Это фильмы о технике, технологиях, инновациях, когнитивных и «обычных» видах оружия — о том, что станет важным в нашем ближайшем будущем.

## Реклама
Позиция телеканала «Война & Мир» в отношении рекламы всегда была четкой: никакой рекламы на канале быть не может. Как считает создатель и креативный директор телеканала, Виталий Федько:

Медиа, в основе финансирования, которых лежат рекламные доходы — не нужна умная и думающая аудитория. Продвинутому человеку продать что-то намного сложнее, и реклама на него работает не так эффективно. Поэтому на рынке сложилась парадоксальная ситуация, которую поддерживают мейнстримовые СМИ. При этом уже проявилась прослойка людей, которые понимают, что такие медиа просто «зомбируют» им мозги, и ищут альтернативную информация в интернете.

## Технические параметры доставки сигнала
Доставка сигнала осуществляется посредством Интернета с помощью специализированного софта. UDP- и SDI-потоки выдаются с сервера телекомпании. Доступные протоколы потокового вещания (доставки до кабельных операторов):
1) Adobe Flash RTMP (RTMPT, RTMPE, RTMPTE, RTMPS) Adobe Flash HTTP Dynamic Streaming (HDS);
2) Apple HTTP Live Streaming (HLS);
3) MPEG-DASH;
4) Microsoft Smooth Streaming;
5) RTSP/RTP;
6) MPEG2 Transport Protocol (MPEG-TS)

## Проекты канала
Медиа канал «War & Peace» — интернет портал, интерактивная версия телеканала. Запуск бета-версии интерактивного канала «Война & Мир» предполагается в этом году. В нем будет как линейное вещание, так и возможность выбора телезрителем сюжетной линии. Интерактивный выбор основан на технологии VOD.
«Игра за Россию!» — экспертно-аналитическая программа. Создавалась в 2010 году режиссёром Вячеславом Лавровым и группой Переслегиных. По своему формату это проигрывание возможных сценариев будущего, а также альтернативных возможностей в прошлом. Игры проводятся в методике командно-штабных игр, используемой в генштабах армии. Эксперты — игроки принимают решения, находясь в роли известных мировых политиков тех стран, включая Россию, чьи глобальные интересы сталкиваются на мировой карте и чьё поведение определяет судьбы мира в условиях кризиса.
«Послание четырех» — первые серии проекта можно смотреть на канале.

## Слоганы
Разбей «зомбоящик»
«Война & Мир» — новое слово в мировом телевидении
Больше, чем телевидение